# Aliénor de Bretagne (1275-1342)
 (mai 2023).
Pour les articles homonymes, voir Aliénor de Bretagne.
Aliénor de Bretagne (1275 - 16 mai 1342), fille de Jean II de Bretagne et de Béatrice d'Angleterre, est la seizième abbesse de l'Ordre de Fontevraud. Elle lègue à son abbaye le Graduel d'Aliénor de Bretagne, actuellement conservé à la Bibliothèque Francophone Multimédia de Limoges.

## Biographie
En 1281, à 7 ans, elle entre au couvent d'Ambresburg (Amesbury), prieuré double fontevriste fondé en 1177 tout près de Stonehenge par Audeburge de Hautes-Bruyères, troisième abbesse de l'ordre. C'est dans ce couvent qu'est enterrée une autre Aliénor de Bretagne (1185-1241), prisonnière jusqu'à sa mort de son oncle Jean sans Terre, puis de son cousin Henri III, fille de son ancêtre (son arrière-arrière grand-mère) Constance de Bretagne et de Geoffroy Plantagenêt.
Le graduel aurait été confié à la fille de Jean II à son arrivée à l'abbaye de Fontevraud, maison mère de l'Ordre de Fontevraud en 1290. C’est là qu’elle prononce ses vœux. 
En 1304, elle devient la seizième abbesse. 
1311, 27 juin. Ratification d'un accord entre Aliénor, abbesse de Fontevrault, et Amaury III de Craon.
Elle meurt, le 16 mai 1342, léguant à son abbaye le graduel portant ses armoiries.